# フェルディナンド・コリー
フェルディナンド・アレクサンドル・コリー（Ferdinand Alexandre Coly、1973年9月10日 - ）は、セネガル・ダカール出身の元同国代表の元サッカー選手。

## 来歴

### 幼少時代
コリーは、両親の下でビニョナの町に生まれた。コリーが7歳の頃に軍や国際連合平和維持活動に従事していた父が亡くなり、母は夫の死後に病気を患った。その後、9歳の時に6歳の弟と共にフランス人カップルに引き取られ、18歳で管理会計のバカロレアを取得しタランスにある大学に入学するも、サッカー選手としてのキャリアを始めるため退学した。

### スタッド・ポワチエでデビュー
ポワチエを本拠地とするポワチエFCでデビューを果たし、1995-96シーズンにはリーグ・ドゥへ昇格するも、シーズン終了時に3部へ降格した。その中でコリーはDFとしての才能を見出され、リーグ・ドゥのLBシャトールーに引きぬかれた。

### プロデビュー
加入初年度の1996-97シーズン、ヴィクトル・ズヴンカ監督の信頼を得たことで39試合とレギュラーを務め、リーグ・アン昇格に貢献。開幕戦のパリ・サンジェルマンFC戦でイエローカードを貰った。1997年8月15日のFCメス戦で初得点を挙げ、シーズン終了時に合計3得点を記録。チームは降格したものの、監督の構想のために留まり33試合に出場した。

### RCランス
1999年、リーグ・アンのRCランスに移籍。1年目は10試合と出場機会は多くはなかったものの、翌2000-01シーズン, 2001-02シーズンとレギュラーを務めた。2002-03シーズンにイングランド・プレミアリーグのバーミンガム・シティFCへシーズン終了までの期間で貸し出され、2003年1月12日のアーセナルFC戦でデビューし0-4で敗北。これが唯一の試合となり、シーズン中にランスへ戻ることが決定。復帰後は10試合に出場した。

### イタリアでキャリアの終わり
2003-04シーズンにイタリア・セリエAのペルージャ・カルチョへ移籍するも、出場11試合とレギュラーを掴むのに苦労し、シーズン終了後にクラブはセリエBに降格。翌シーズンはレギュラーを務めていたが、エラス・ヴェローナ戦でコリーがボールに触れる度に猿の鳴きまねをされる人種差別にあった。
2005-06シーズン、ペルージャと契約解除したコリーはセリエAのパルマFCへ加入したが、1年目は8試合と少ないものだった。2年目は大幅に出場機会を増やし、リーグ戦27試合, UEFAインタートトカップに6試合出場。2007-08シーズン初め、チェーザレ・ナターリに対しボールのない所で意図的に肘打ちをしたとして3試合の出場停止を言い渡された。シーズン終了後、契約満了に伴いパルマを退団し引退した。
引退後は、セネガル代表のスーパーバイザーを務めている。

## 代表歴

### 出場大会
- セネガル代表
  - 2002 FIFAワールドカップ

### 試合数
- 国際Aマッチ 44試合 0得点（2000年-2007年）[7]

| セネガル代表 | 国際Aマッチ | 国際Aマッチ |
| 年           | 出場        | 得点        |
| ------------ | ----------- | ----------- |
| 2000         | 1           | 0           |
| 2001         | 8           | 0           |
| 2002         | 15          | 0           |
| 2003         | 7           | 0           |
| 2004         | 2           | 0           |
| 2005         | 4           | 0           |
| 2006         | 5           | 0           |
| 2007         | 2           | 0           |
| 通算         | 44          | 0           |